# 생산 효율성

생산 가능 곡선(PPF)의 예시: B, C, D 지점은 모두 생산적으로 효율적이지만, A 지점의 경제는 그렇지 않다. D는 두 재화의 생산량이 더 많기 때문이다. X 지점은 달성할 수 없다.

생산 효율성은 그림에 표시된 바와 같이 각 재화의 평균 총 비용이 최소가 되는 경쟁 균형 하에서 발생한다.

미시경제학에서 생산 효율성(영어: Productive efficiency, 또는 생산적 효율성(production efficiency))은 현재 산업 기술의 제약 내에서 운영되는 경제 또는 경제체제(예: 은행, 병원, 산업, 국가)가 다른 재화의 생산을 희생하지 않고는 한 재화의 생산을 늘릴 수 없는 상황이다. 간단히 말해, 이 개념은 생산 가능 곡선(PPF)에서 설명되며, 곡선상의 모든 지점은 생산 효율성 지점이다. 경제적 균형은 배분적으로 효율적이지 않으면서도 생산적으로 효율적일 수 있다. 즉, 사회 복지가 극대화되지 않는 재화 분배가 발생할 수 있다 (사회 복지가 정치적 논란의 대상이 되는 모호한 목표 함수임을 고려해야 한다).
생산 효율성은 선택된 제품 포트폴리오의 산출을 극대화하는 방법에 중점을 두는 경제적 효율의 한 측면으로, 제품 포트폴리오가 올바른 비율로 재화를 생산하고 있는지 여부는 고려하지 않는다. 잘못 적용될 경우, 잘못된 산출물 바구니를 이전보다 더 빠르고 저렴하게 제조하는 데 도움이 될 것이다.
산업의 생산 효율성은 모든 기업이 최신 기술 및 경영 프로세스를 사용하여 운영되고, 동일한 투입량과 동일한 생산 기술로 더 많은 산출량을 가져올 수 있는 추가적인 재할당이 없음을 요구한다. 이러한 프로세스를 개선함으로써 경제 또는 기업은 생산 가능 곡선을 바깥쪽으로 확장하여 효율적인 생산이 이전보다 더 많은 산출량을 산출하게 된다.
경제가 생산 가능 곡선 아래에서 운영되는 생산 비효율성은 생산 투입물인 물적 자본과 노동 인구가 불충분하게 활용되거나(즉, 일부 자본이나 노동이 유휴 상태로 방치되거나), 이러한 투입물들이 그들을 사용하는 다른 산업에 부적절한 조합으로 할당되기 때문에 발생할 수 있다.
완전 경쟁 시장의 장기 균형에서 생산 효율성은 각 재화의 평균 총 비용 곡선의 바닥에서 발생한다. 즉, 한계 비용이 평균 총 비용과 같아지는 지점에서 발생한다.
독점 기업의 본질과 문화로 인해 경쟁 부족으로 인해 산출량을 극대화할 유인이 적기 때문에 X-비효율성으로 인해 생산적으로 효율적이지 않을 수 있다. 그러나 규모의 경제로 인해 독점 기업의 이윤 극대화 산출 수준이 완전 경쟁 기업보다 소비자에게 더 낮은 가격으로 발생할 수 있다.

## 이론적 측정 방법
생산 효율성에 대한 많은 이론적 측정 방법이 문헌에서 제안되었으며, 이를 추정하는 많은 접근 방식도 제시되었다.
가장 인기 있는 효율성 측정 방법에는 패럴 측정(Farrell measure)(드브뢰(Debreu, 1951)가 유사한 아이디어를 가지고 있었으므로 드브뢰-패럴 측정으로도 알려짐)이 포함된다. 이 측정 방법은 셰퍼드 거리 함수의 역수이기도 하다. 이들은 투입 지향(산출량을 고정하고 투입량의 최대 가능한 감소를 측정) 또는 산출 지향(투입량을 고정하고 산출량의 최대 가능한 확장을 측정)으로 정의될 수 있다.
이들의 일반화는 소위 방향 거리 함수이며, 생산 효율성을 측정하기 위해 어떤 방향(또는 지향)이든 선택할 수 있다.
생산 효율성을 추정하는 데 가장 널리 사용되는 방법은 자료 포락 분석과 확률적 프론티어 분석이다.
이론의 포괄적인 내용과 관련 추정 및 많은 참고 문헌에 대해서는 최근에 출간된 식클스(Sickles)와 젤레니욱(Zelenyuk)의 2019년 서적을 참조하라.